# Jean Batigne
Pour les articles homonymes, voir Batigne.
Jean Batigne, né le 31 décembre 1933 à Bois-Colombes et mort le 2 décembre 2015 à Montpellier  (Languedoc-Roussillon),, est un percussionniste et compositeur français, fondateur des Percussions de Strasbourg.

## Biographie
Élève du Conservatoire national supérieur de musique de Paris à partir de 1947, il obtient un premier prix de solfège et de percussion en 1951. En 1952, il devient timbalier solo à l'Orchestre philharmonique de Strasbourg et professeur au Conservatoire à rayonnement régional de Strasbourg.
Après une rencontre déterminante avec Pierre Boulez, en 1959, Jean Batigne fonde les Percussions de Strasbourg en 1961 avec cinq autres percussionnistes issus de l’Orchestre municipal de Strasbourg et de l’Orchestre de l’ORTF. Il dirige ce groupe jusqu’en 1982 et participe à la création d’une centaine d’œuvres pour percussions.
En 1983, il crée un nouveau groupe, Alsace Percussions, avec de jeunes musiciens et se tourne vers les musiques ethniques, traditionnelles et jazz.
Jean Batigne a composé plusieurs œuvres pour percussions, cuivres et synthétiseurs ainsi que des œuvres symphoniques et des concertos. Il écrit un spectacle de ballet dans le cadre d’une commande de la Ville de Strasbourg pour le bimillénaire de la ville en 1988 et Jeux et Lumières, pour la cathédrale de Strasbourg en 1991.  Il est l’auteur d'une méthode : Les Timbales françaises.
Jean Batigne prend sa retraite en 1994, et s’installe dans le Sud de la France.